# Acalolepta proxima
Acalolepta proxima es una especie de escarabajo longicornio del género Acalolepta, tribu Monochamini, subfamilia Lamiinae. Fue descrita científicamente por Breuning en 1935.
Se distribuye por Birmania y Vietnam. Mide aproximadamente 14 milímetros de longitud.